# Yoann Paillot
Yoann Paillot (Angoulême, 28 maggio 1991) è un ciclista su strada e ciclocrossista francese che corre per il team dilettantistico Morbihan Fybolia GOA. Nel 2011 è stato campione europeo Under-23 a cronometro e nel 2013 medaglia d'oro a cronometro ai Giochi del Mediterraneo.

## Palmarès

### Strada
- 2011 (Top 16, due vittorie)

Campionati europei, Prova a cronometro Under-23
Crono delle Nazioni, Under-23
- 2012 (La Pomme Marseille, una vittoria)

Crono delle Nazioni, Under-23
- 2013 (La Pomme Marseille, due vittorie)

Giochi del Mediterraneo, Prova a cronometro
Campionati francesi, Prova a cronometro Under-23
- 2016 (Océane Top 16, sette vittorie)

1ª tappa, 2ª semitappa Boucle de l'Artois (Arras > Haute-Avesnes, cronometro)
Classifica generale Boucle de l'Artois
3ª tappa, 2ª semitappa Tour du Loiret (Briare, cronometro)
Classifica generale Tour du Loiret
4ª tappa Tour des Deux-Sèvres (François, cronometro)
Classifica generale Tour des Deux-Sèvres
3ª tappa Kreiz Breizh Elites (Plouguernével > Rostrenen)
- 2017 (Océane Top 16, dieci vittorie)

3ª tappa Circuit des Plages Vendéennes (Chantonnay > Chantonnay)
Nantes-Segré
2ª tappa Essor Breton (Guilers, cronometro)
2ª tappa, 2ª semitappa Tour du Loiret (Châteauneuf > Saint-Denis-de-l'Hôtel, cronometro)
Classifica generale Tour du Loiret
1ª tappa La SportBreizh (Plougastel-Daoulas, cronometro)
Classifica generale La SportBreizh
4ª tappa, 1ª semitappa Tour des Deux-Sèvres (Celles-sur-Belle > Melle, cronometro)
2ª tappa, 1ª semitappa Saint-Brieuc Agglo Tour (Pordic, cronometro)
3ª tappa Tour du Piémont Pyrénéen (Accous > Bizanos)

#### Altri successi
- 2012 (La Pomme Marseille)

Classifica giovani Kreiz Breizh Elites
- 2015 (Team Marseille 13 KTM)

3ª tappa, 1ª semitappa Circuit des Ardennes (Charleville-Mézières > Sedan, cronosquadre)
- 2016 (Océane Top 16)

Circuit de l'Essor
1ª tappa Tour des Deux-Sèvres (Argentonnay, cronosquadre)
Grand Prix de Puy-l'Évêque
Chrono des Achards
- 2017 (Océane Top 16)

1ª tappa Tour des Deux-Sèvres (Argenton > Oiron, cronosquadre)
Route d'or du Poitou
Nocturne de Jarnac
Châteaux aux Milandes
- 2018 (St Michel-Auber 93)

Le Poinçonnet-Limoges
Prix Marcel Bergereau
- 2023 (Morbihan Fybolia GOA)

3ª tappa Route Vendéenne (Chantonnay, cronosquadre)
- 2024

Contre-la-Montre du Rouillacais, cronometro
Grand Prix d'Oradour-sur-Vayres

## Piazzamenti

### Competizioni mondiali
- Campionati del mondo

Copenaghen 2011 - Cronometro Under-23: 13º
Valkenburg 2012 - Cronometro Under-23: 14º
Toscana 2013 - Cronometro Under-23: 2º
Innsbruck 2018 - Cronometro Elite: 34º
- Giochi paralimpici

Parigi 2024 - Corsa in linea B: 3º

### Competizioni continentali
- Campionati europei

Offida 2011 - Cronometro Under-23: vincitore
Goes 2012 - Cronometro Under-23: 6º
Glasgow 2018 - Cronometro Elite: 20º
Alkmaar 2019 - Cronometro Elite: 13º